# Shahid Afridi
Sahibzada Mohammad Shahid Khan Afridi (Urdu: صاحبزادہ محمد شاہد خان آفریدی) (født 1. marts 1980) er en pakistansk cricketspiller. Han er anfører for Pakistans cricketlandshold i Twenty20 International cricket.